# 柳生斉
柳生 斉（やぎゅう ひとし、1963年7月8日 - ）は、岡山県出身の元サッカー選手。
ポジションは、DF。

## 来歴
岡山県作陽高校在学時、FWで、年代別の日本代表に選出される。1981年の第60回全国高校サッカー選手権では、市立清水商業に準々決勝で敗れたものの、ベスト8と健闘した。大学は、大阪商業大学に進み、1986年、JSL2部・田辺製薬サッカー部へ入部し、活躍した。

## 所属クラブ
- 1979年 - 1981年 岡山県作陽高校
- 1982年 - 1985年 大阪商業大学
- 1986年 - ?年 田辺製薬サッカー部